# سامسونگ اس‌جی‌اچ-ئی۲۵۰
سامسونگ اس‌جی‌اچ-ای۲۵۰ یک‌نمونه از گوشی‌های تلفن همراه سری E شرکت سامسونگ می باشد که توسط همین شرکت به بازار عرضه شده‌است.

## طرح
این مدل موبایل کشویی است.
در نیمه بالا، کلید پاسخ، قطع(روشن/خاموش)،دو کلید فهرست و کلید جهت دار و در نیمه پایین، کلید اعداد دیده می شوند.
این موبایل با رنگ های مشکی، نقره ای، صورتی، یاسی و کریستالی موجود است.

## بازی ها
- Cannon Ball
- Forgotten Warrior
- Freekick
- Arch Angel
- Midnight Pool
- Asphalt 2